# Ашшур-нірарі II
Ашшур-нірарі II — цар Ашшура наприкінці XV століття до н. е. За часів його правління Ашшур перебував у підпорядкуванні Мітаннієйської держави.